# Algansea avia
Algansea avia är en fiskart som beskrevs av Barbour och Miller, 1978. Algansea avia ingår i släktet Algansea och familjen karpfiskar. Inga underarter finns listade i Catalogue of Life.